# فلاديمير فوكسانوفيتش
فلاديمير فوكسانوفيتش مواليد 4 مايو 1978 في جمهورية يوغوسلافيا الاشتراكية الاتحادية، هو لاعب كرة سلة صربي. بدأ مسيرته الاحترافية في سنة 1997.

## المسيرة الاحترافية
لعب مع نادي إف إم بي لكرة السلة من سنة 1998 إلى 2001، ثم لعب مع نادي أزوفماش لكرة السلة في سنة 2004، ثم لعب مع خيمكي في الدوري الروسي في موسم 2004–2005، ثم لعب مع نادي مورنار بار لكرة السلة في سنة 2006.

## روابط خارجية
- فلاديمير فوكسانوفيتش على موقع كرة السلة الأوروبية.كوم (الإنجليزية)
- فلاديمير فوكسانوفيتش على موقع ريلجم (الإنجليزية)
- فلاديمير فوكسانوفيتش على موقع بروبوليرز (الإنجليزية)